# トゴトウイルス属
トゴトウイルス属（Thogotovirus）はオルソミクソウイルス科に属するウイルスの属の1つ。トゴトウイルス属のウイルスはダニと脊椎動物の両方の細胞で増殖することができ、通常はダニを介して伝播する。
トゴトウイルス属のウイルスは、感染ダニと未感染ダニが同じモルモットから吸血することで伝播する。これはモルモット自体がウイルス血症を示していない未感染の個体であっても起こる。
THOV はアフリカや南ヨーロッパのダニから検出される。THOV は自然条件下でヒトへと感染することが知られている。DHOV はインド、東ロシア、エジプト、南ポルトガルのダニから検出される。DHOV はヒトに感染し、熱病や脳炎を引き起こす。THOV は6つ、DHOV は7つの RNA 分節より構成される。

## 分類
トゴトウイルス属
トゴトウイルス Thogoto virus
宿主はダニ、カ、哺乳類（ヒトを含む）
血清型：トゴトウイルス Thogoto virus (THOV)
ドーリウイルス Dhori virus
宿主はダニ、カ、哺乳類（ヒトを含む）
血清型：Batken virus (BATV)、ドーリウイルス Dhori virus (DHOV)